# Salute e sicurezza sul lavoro

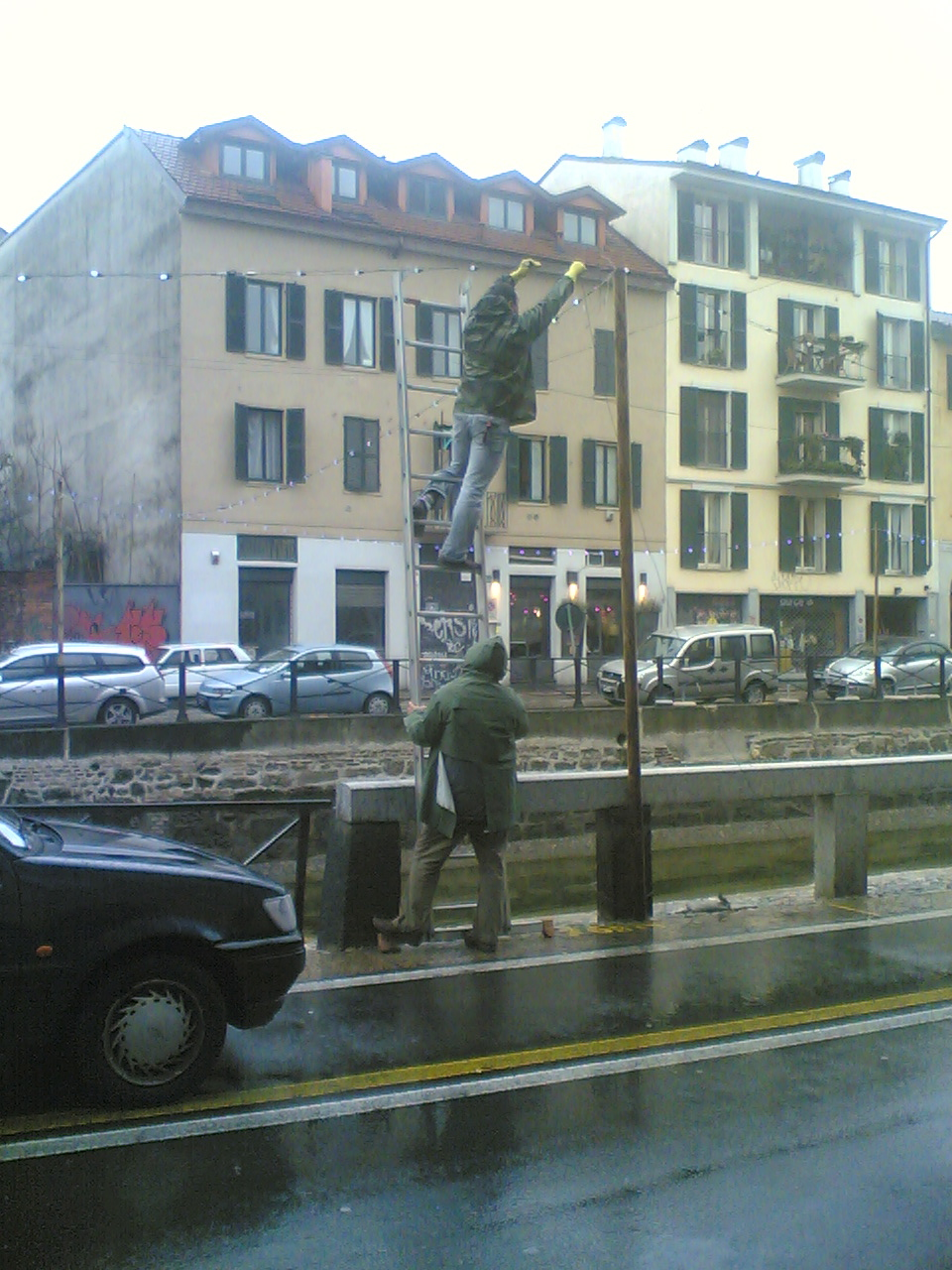
Tipico esempio di situazione pericolosa: un operaio lavora su un circuito elettrico, appoggiandosi precariamente, mentre il collega sorregge la scala con piede e braccia

Con salute e sicurezza sul lavoro (comunemente sicurezza sul lavoro) si indica un insieme di condizioni ideali di salute, sicurezza e benessere dei lavoratori sui luoghi di lavoro, che è possibile raggiungere attraverso l'adozione di apposite misure preventive e protettive, in modo da evitare o ridurre al minimo possibile l'esposizione dei lavoratori ai rischi connessi all'attività lavorativa, riducendo o eliminando gli infortuni e le malattie professionali.
In base alle leggi più generali, i datori di lavoro hanno il dovere di prendersi ragionevolmente cura della sicurezza dei loro dipendenti. Normative specifiche di solito aggiungono poi altri doveri specifici e creano testi con il potere di regolare le varie problematiche di sicurezza: i dettagli variano da nazione a nazione.

## Storia
La ricerca e la regolamentazione in ambito di sicurezza e salute sul lavoro sono un fenomeno relativamente recente. Quando i movimenti dei lavoratori si sono sviluppati in risposta alle preoccupazioni della manodopera in seguito alla rivoluzione industriale, la salute dei lavoratori ha assunto importanza come questione legata al lavoro.
Molto tempo prima, nel 1700, un medico italiano, Bernardino Ramazzini, aveva compiuto una serie di studi ed analisi e, di fatto, fondato la medicina del lavoro. Fu il primo ad effettuare studi sulle malattie professionali e ad elaborare indicazioni per la difesa degli operai.
Con lo sviluppo dell'urbanesimo, aumentò, ed era ben visibile, il distacco tra il tenore di vita delle classi agiate ed il resto della società. Al fine di prevenire iniziative rivoluzionarie da parte della nuova nascente classe operaia, furono le classi dominanti più illuminate a sviluppare le politiche sociali.
Nel Regno Unito le Leggi sulle Fabbriche dei primi anni del diciannovesimo secolo (dal 1802 in poi) nacquero dalle preoccupazioni per la cattiva salute dei bambini che lavoravano nei cotonifici: la legge del 1833 creò uno specifico Ispettorato del lavoro. Il mandato iniziale dell'Ispettorato consisteva nel limitare le ore di lavoro nell'industria tessile dei bambini e dei giovani (al fine di prevenire il superlavoro cronico, identificato come causa diretta di cattiva salute e deformazione, e indirettamente di un alto tasso di incidenti). Tuttavia, su sollecitazione dell'Ispettorato delle Fabbriche, un'ulteriore legge del 1844, che prevedeva restrizioni analoghe sull'orario di lavoro per le donne nell'industria tessile, introdusse un requisito per la protezione delle macchine (ma solo nell'industria tessile, e solo nelle aree nelle quali potevano avere accesso donne o bambini).
Nel 1840 una Commissione Reale pubblicò le sue conclusioni sullo stato delle condizioni per i lavoratori dell'industria mineraria che documentavano l'ambiente terribilmente pericoloso in cui dovevano lavorare e l'alta frequenza degli incidenti. La commissione suscitò l'indignazione pubblica che portò all'Atto sulle Miniere del 1842. L'atto istituì un ispettorato per le miniere e l'estrazione di carbone che portò a molti procedimenti giudiziari e miglioramenti di sicurezza, e nel 1850 gli ispettori poterono entrare e ispezionare i locali a loro discrezione.
Otto von Bismarck inaugurò la prima legge sulla previdenza sociale nel 1883 e la prima legge sulla compensazione dei lavoratori nel 1884 - le prime nel loro genere nel mondo occidentale. Atti simili seguirono in altri paesi, in parte in risposta ai disordini sindacali.
Dopo quasi 20 anni di discussioni e 15 anni dall'esempio tedesco, anche il Parlamento italiano approvò la prima legge sull'assicurazione obbligatoria degli operai nel lavoro: la legge numero 80 "sugli infortuni degli operai sul lavoro" venne promulgata il 17 marzo 1898. La nuova attenzione verso la legislazione sociale produsse negli anni 30 del XX secolo una serie di provvedimenti fondamentali i cui principi sono ancor oggi in vigore: la costituzione dell'Inail, dell'Inps, dell'Iri e del nuovo codice penale. Venne inoltre istituita la settimana lavorativa di 40 ore.
Un altro caposaldo della legislazione italiana è costituito dal Codice Civile, approvato con regio decreto il 16 marzo 1942 e tuttora in vigore, che sostituì il codice del 1865. L'articolo 2087 definisce la tutela delle condizioni di lavoro e prevede che "l'imprenditore è tenuto ad adottare, nell'esercizio dell'impresa, le misure che, secondo la particolarità del lavoro, l'esperienza e la tecnica, sono necessarie a tutelare l'integrità fisica e la personalità morale dei prestatori di lavoro".
Come tante altre norme, anche quelle sulla salute e sicurezza sul lavoro trovano fondamento nella Costituzione italiana del 27 dicembre 1947. Essa enuncia tra i principi fondamentali dello stato la tutela della salute all'articolo 32 e la tutela del lavoro in tutte le sue forme ed applicazioni all'articolo 35.
Dopo il 1950 in Italia prese corpo una legislazione specifica per la tutela preventiva della salute dei lavoratori. I primi decreti erano impostati secondo una concezione basata sull'organizzazione tecnica e meccanica del lavoro: la sicurezza veniva considerata un problema di natura tecnica e le leggi si ispiravano a quella linea. Questi provvedimenti erano il DPR 547 e 164/1955 e il DPR 303/1956. I primi regolamentavano in particolare la sicurezza antinfortunistica nelle aziende e nei cantieri temporanei e mobili (edilizia), il secondo l'igiene del lavoro. Un altro momento importante è rappresentato dallo Statuto dei lavoratori (legge 20 maggio 1970, numero 300), che resta ancora oggi il caposaldo del sistema di tutele e di garanzie delineate dalla carta costituzionale. Fu il 1994, però, l'anno che segnò una svolta nella concezione della salute e sicurezza sul lavoro, con l'emanazione del decreto legislativo 19 settembre 1994, numero 626, che recepì diverse importanti direttive europee, tra cui la più importante è la 89/391/CEE. In seguito la legge di riferimento in Italia è divenuta il decreto legislativo 81 / 2008, che ha rivisto e integrato la maggior parte dei decreti dagli anni 50 in poi, oltre ovviamente a contenere importanti novità.

## Descrizione

### Definizione
Come definito dall'Organizzazione mondiale della sanità "la salute sul lavoro riguarda tutti gli aspetti di salute e sicurezza sul luogo di lavoro e ha una elevata attenzione alla prevenzione primaria dei pericoli". La salute è stata definita come "uno stato di completo benessere fisico, mentale e sociale, non limitato alla mera assenza di malattia o infermità". La salute sul lavoro è un campo multidisciplinare di assistenza sanitaria concernente l'abilitazione dell'individuo ad intraprendere la sua occupazione, nel modo che causi meno danno alla sua salute. La salute è stata definita con un'accezione più ampia rispetto alla comune promozione della salute e sicurezza sul lavoro, che è concentrata sulla prevenzione del danno da ogni pericolo accidentale presente sul luogo di lavoro.

Sin dal 1950 l'Organizzazione internazionale del lavoro e l'Organizzazione mondiale della sanità hanno condiviso una definizione comune di salute sul lavoro. Fu adottata dal Comitato congiunto OIL / OMS sulla Salute sul Lavoro durante la sua prima sessione nel 1950 e revisionata nella dodicesima sessione del 1995. La definizione recita:
(Comitato congiunto OIL / OMS sulla Salute sul lavoro)
Coloro che operano nel campo della salute sul lavoro provengono da una vasta gamma di discipline e professioni, tra cui medicina, psicologia, epidemiologia, fisioterapia e riabilitazione, terapia occupazionale, medicina del lavoro, fattori umani ed ergonomia, e molte altre. I professionisti consigliano su una vasta gamma di questioni di salute sul lavoro: come evitare particolari condizioni preesistenti che causano un problema nell'occupazione, una corretta postura per il lavoro, la frequenza delle pause, l'azione preventiva che può essere intrapresa, e così via.
La salute sul lavoro deve mirare a promuovere e mantenere il più alto livello di benessere fisico, mentale e sociale dei lavoratori in tutte le professioni, alla prevenzione tra i lavoratori dell'allontanamento dalla salute causato dalle loro condizioni di lavoro, alla protezione dei lavoratori nel loro impiego dai rischi derivanti da fattori avversi alla salute, alla sistemazione e al mantenimento del lavoratore in un ambiente lavorativo adeguato alle sue capacità fisiologiche e psicologiche e, per riassumere, all'adattamento del lavoro all'uomo e di ogni uomo al suo lavoro.
Nell'ordinamento italiano per sicurezza sul lavoro si intende l'insieme delle misure preventive da adottare continuamente per rendere sicuri e salubri i luoghi di lavoro, sì da evitare o ridurre l'esposizione dei lavoratori ai rischi connessi.
Obiettivo primario, anche se non unico, della gestione della salute e sicurezza sul lavoro è l'implementazione delle misure preventive e protettive per rendere sicuri e salubri i luoghi di lavoro, così da evitare o ridurre l'esposizione dei lavoratori (ma anche di clienti e visitatori) ai rischi connessi. In alcune nazioni gli enti che si occupano di questi temi in ambito lavorativo ampliano il loro campo d'azione anche ad aspetti della vita quotidiana (per esempio attività casalinghe e ricreative).

### Pericoli sul posto di lavoro

Miniera di Niccioleta e Gavorrano: minatore con elmetto e manifesto aziendale per la sicurezza sul lavoro, sulla parete sono visibili altri due cartelli che riportano indicazioni per la sicurezza

Sebbene il lavoro offra molti benefici economici e di altro tipo, esso presenta anche una vasta gamma di pericoli per la salute e la sicurezza delle persone sul posto di lavoro. Questi includono, ma non sono limitati a, sostanze chimiche, agenti biologici, fattori fisici, condizioni ergonomiche avverse, allergeni, una complessa rete di rischi per la sicurezza e un'ampia gamma di fattori di rischio psicosociale.
I pericoli fisici colpiscono molte persone sul posto di lavoro. La perdita dell'udito è il più comune danno professionale negli Stati Uniti, con 22 milioni di lavoratori esposti a livelli di rumore pericolosi sul lavoro e circa 242 milioni di dollari spesi annualmente per il risarcimento dei lavoratori in caso di perdita della capacità uditiva. Le cadute sono anche una causa comune di infortuni e incidenti mortali sul lavoro, in particolare nelle costruzioni, estrazione, trasporti, assistenza sanitaria e pulizia e manutenzione degli edifici. Le macchine sono dotate di parti mobili, spigoli vivi, superfici calde e altri pericoli potenzialmente in grado di schiacciare, bruciare, tagliare, tranciare, trafiggere o altrimenti colpire o ferire i lavoratori se usate in modo non sicuro. Si possono riscontrare anche danni a colonna vertebrale, articolazioni e muscoli.
Il rischio biologico (biorischio) include microrganismi infettivi come virus e le tossine da essi prodotte (come l'antrace). I pericoli biologici colpiscono i lavoratori in molti settori; l'influenza, per esempio, colpisce una vasta popolazione di lavoratori. Coloro che lavorano all'esterno, tra cui agricoltori, giardinieri e operai edili, rischiano l'esposizione a numerosi pericoli biologici, tra cui morsi e punture di animali, urushiol da piante velenose e malattie trasmesse attraverso animali come febbre del Nilo occidentale e la malattia di Lyme. Operatori sanitari, inclusi operatori sanitari veterinari, rischiano l'esposizione a patogeni trasmissibili per via ematica e a varie malattie infettive, in particolare quelle emergenti.
Le sostanze chimiche pericolose possono rappresentare un rischio chimico sul posto di lavoro. Esistono diverse tipologie di sostanze chimiche pericolose, per esempio neurotossine, agenti immunitari, agenti dermatologici, agenti cancerogeni, tossine riproduttive, tossine sistemiche, agenti che causano l'asma, agenti pneumoconiotici e sensibilizzanti. Rientrano in questa categoria anche i pesticidi, fertilizzanti e diserbanti. Il loro uso può causare gravi danni alla salute (malformazioni, malattie respiratorie e tumori). Autorità come le agenzie di regolamentazione stabiliscono limiti di esposizione professionale per mitigare il rischio chimico. A livello internazionale si stanno studiando gli effetti sulla salute delle miscele di sostanze chimiche. Ci sono alcune prove che certe sostanze chimiche sono dannose a livelli più bassi se miscelate con una o più differenti sostanze chimiche. Questo può essere particolarmente rilevante come causa del cancro.
I rischi psicosociali includono i rischi per il benessere mentale ed emotivo dei lavoratori, come la sensazione di insicurezza lavorativa, i lunghi turni di lavoro e lo scarso equilibrio tra lavoro e vita privata. Carlo Bisio definisce i rischi psicosociali come "il potenziale che le caratteristiche della situazione sociale ed organizzativa hanno di produrre una diminuzione, o di impedire l’aumento, del benessere, della salute e dell’incolumità delle persone" (Bisio, 2009, pag. 54). Una recente relazione Cochrane ha stabilito che l'aggiunta di interventi orientati al lavoro per i lavoratori depressi che ricevono interventi clinici riduce il numero di giorni di lavoro persi rispetto agli interventi clinici da soli. Questa relazione ha anche dimostrato che l'aggiunta di terapia comportamentale cognitiva all'assistenza primaria o professionale e l'aggiunta di un "programma strutturato di aiuto telefonico e di gestione dell'assistenza" alla cura abituale sono entrambi efficaci nel ridurre i giorni di malattia.

## Settori economici
I fattori specifici di rischio per la salute e la sicurezza sul lavoro variano a seconda del settore economico e dell'attività. Ad esempio i lavoratori edili potrebbero essere particolarmente a rischio di cadute, mentre i pescatori potrebbero essere particolarmente a rischio di annegamento. L'Ufficio di statistica del lavoro degli Stati Uniti d'America identifica le industrie della pesca, dell'aviazione, del legname, della lavorazione dei metalli, dell'agricoltura, delle miniere e dei trasporti tra le più pericolose per i lavoratori. Allo stesso modo i rischi psicosociali, come l'aggressione sul posto di lavoro, sono più pronunciati per alcuni gruppi professionali, come gli assistenti sanitari, la polizia, gli agenti penitenziari e gli insegnanti.

### Edilizia
L'edilizia è una delle attività più pericolose al mondo, causa di più incidenti mortali di qualsiasi altro settore negli Stati Uniti d'America e nell'Unione Europea. Nel 2009 il tasso di infortuni mortali tra i lavoratori edili negli Stati Uniti era quasi il triplo di quello di tutti gli altri lavoratori. Le cadute sono una delle cause più comuni di infortuni mortali e non mortali tra i lavoratori edili. Equipaggiamento di sicurezza adeguato come imbracature e parapetti e procedure come il fissaggio delle scale e l'ispezione dei ponteggi possono limitare il rischio di infortuni sul lavoro nel settore edile. A causa del fatto che gli incidenti possono avere conseguenze disastrose per i dipendenti e le aziende, è della massima importanza garantire la salute e la sicurezza dei lavoratori.
Il National Health Interview Survey Professional Health Supplement del 2010 ha identificato i fattori dell'organizzazione del lavoro e le esposizioni psicosociali e chimico - fisiche che possono aumentare alcuni rischi per la salute. Tra tutti i lavoratori statunitensi nel settore delle costruzioni, il 44% aveva contratti di lavoro non standard (non erano impiegati fissi regolari) rispetto al 19% di tutti i lavoratori statunitensi, il 15% aveva un impiego temporaneo rispetto al 7% di tutti i lavoratori statunitensi e il 55% aveva vissuto insicurezza sul lavoro rispetto al 32% di tutti i lavoratori statunitensi. I tassi di prevalenza per l'esposizione a rischi fisici e chimici erano particolarmente elevati per il settore delle costruzioni. Tra i lavoratori non fumatori il 24% degli operai edili è stato esposto al fumo passivo, mentre solo il 10% di tutti i lavoratori statunitensi è stato esposto. Altri pericoli fisici e chimici con alti tassi di prevalenza nel settore delle costruzioni erano il lavoro frequente all'aperto (73%) e la diffusa esposizione a vapori, gas, polveri o fumi (51%).

### Agricoltura
I lavoratori dell'agricoltura sono spesso a rischio di infortuni sul lavoro, malattie polmonari, perdita dell'udito causata dal rumore, malattie della pelle e alcuni tipi di cancro correlati agli agenti chimici o all'esposizione prolungata al sole. Nelle aziende industrializzate, gli infortuni spesso comportano l'uso di macchinari agricoli. La causa più comune di infortuni agricoli mortali negli Stati Uniti è il ribaltamento del trattore, che può essere prevenuto con l'uso di strutture di protezione contro il ribaltamento che limitano il rischio di lesioni in caso di ribaltamento di un trattore. I pesticidi e le altre sostanze chimiche utilizzate nell'agricoltura possono anche essere pericolose per la salute dei lavoratori, e i lavoratori esposti ai pesticidi possono avere malattie o difetti alla nascita. In quanto settore in cui le famiglie, compresi i bambini, lavorano abitualmente insieme alle loro famiglie, l'agricoltura è una fonte comune di infortuni e malattie professionali tra i lavoratori più giovani. Tra le cause comuni di infortuni mortali tra i giovani agricoltori vi sono annegamento, incidenti relativi agli autoveicoli e ai macchinari.
Il National Health Interview Survey Professional Health Supplement del 2010 ha rilevato elevati tassi di prevalenza di diverse esposizioni professionali nel settore agricolo, forestale e della pesca che possono avere un impatto negativo sulla salute. Questi lavoratori spesso sopportavano turni molto lunghi. Il tasso di prevalenza di turni superiori alle 48 ore settimanali tra i lavoratori impiegati in questi settori era del 37% e il 24% lavorava più di 60 ore a settimana. Di tutti i lavoratori in questi settori l'85% ha lavorato frequentemente all'aperto rispetto al 25% di tutti i lavoratori statunitensi. Inoltre il 53% è stato frequentemente esposto a vapori, gas, polveri o fumi, rispetto al 25% di tutti i lavoratori statunitensi.

## Legislazioni e organizzazioni pubbliche
| Area geografica | Legislazioni | Organizzazioni pubbliche |
| --------------- | --- | --- |
| Unione europea  | | European Agency for Safety and Health at Work (EU-OSHA) |
| Italia          | Testo unico sulla sicurezza sul lavoro                                                                                        | INAIL |
| Francia         | Code du travail | CNAMTS |
| Regno Unito     | Management of Health and Safety at Work Regulations 1999 The Construction (Design and Management) Regulations 2015 (cantieri) | Health and Safety Executive (HSE) |
| Irlanda         | | Health and Safety Authority (HSA) |
| Germania        | | Federal Institute for Occupational Safety and Health (Bundesanstalt für Arbeitsschutz und Arbeitsmedizin - BAuA) |
| Finlandia       | | Finnish Institute of Occupational Health (FIOH) |
| Norvegia        | | National Institute of Occupational Health (Statens arbeidsmiljøinstitutt - STAMI) |
| Svezia          | | Swedish Work Environment Authority (SWEA) |
| Stati Uniti     | Occupational Safety and Health Act                                                                                            | Occupational Safety and Health Administration (OSHA), National Institute for Occupational Safety and Health (NIOSH), U.S. Chemical Safety and Hazard Investigation Board (CSB), National Advisory Committee on Occupational Safety and Health (NACOSH) |
| Canada          | | Canadian Centre for Occupational Health and Safety (CCOHS) |
| Australia       | | Safe Work Australia |
| Nuova Zelanda   | | WorkSafe New Zealand |
| Cina            | | State Administration of Work Safety |
| India           | | National Occupational Safety and Health (OSH) |
| Giappone        | | National Institute of Occupational Safety and Health (Japan) |

### Italia
La salute e la sicurezza sul lavoro sono regolamentate dal Testo unico sulla sicurezza sul lavoro (d.lgs 9 aprile 2008 n. 81, entrato in vigore il 15 maggio 2008), e dalle relative disposizioni correttive, ovvero dal "D. Lgs. 106/2009". Questo decreto, che ha avuto molti precedenti normativi storici (risalenti al 1955 e 1956) ed altri più recenti (D.Lgs 626/1994), recepisce in Italia, le Direttive Europee (3 agosto 2007, n. 123) in materia di tutela della sicurezza e della salute dei lavoratori, coordinandole in un unico testo normativo, che prevede specifiche sanzioni a carico degli inadempienti.

### Stati Uniti d'America
La legge sulla sicurezza e la salute sul lavoro (Occupational Safety and Health Act) del 1970 è una legge degli Stati Uniti che regola gli aspetti sulla salute e sicurezza sul lavoro nel settore privato.

### Francia
Il Code du travail è un testo normativo francese che regola tutta la normativa sul lavoro e che nella Quatrième partie (Quarta parte) regolamenta gli aspetti relativi alla Salute e Sicurezza nei luoghi di lavoro.
Nel Paese l’assicurazione contro gli infortuni sul lavoro e le malattie professionali dei lavoratori dipendenti è gestita dalla CNAMTS (ente paragonabile all'INAIL in Italia). Il sistema francese assicura gli infortuni sul lavoro, l’infortunio in itinere e la malattia professionale.
Il sistema di attuazione e vigilanza delle norme di sicurezza sui luoghi di lavoro è improntato su un sistema basato sull’attività del Ministero del lavoro e degli organismi di sicurezza sociale. Il Ministero del lavoro attua le politiche di prevenzione ed elabora le regole di ordine pubblico. L’applicazione delle norme relative alla sicurezza è in primo luogo garantita dall’Ispettorato del lavoro, organizzato in diverse sezioni territoriali. Per l’esercizio di tale funzione di controllo gli ispettori hanno diritto di accesso sui luoghi di lavoro, di farsi esibire documenti, di ordinare analisi, misure e ispezioni tecniche. In ipotesi di violazione degli obblighi imposti dalla legge, l’ispettore, a seconda dei casi, rammenta all’interessato i suoi obblighi, gli ingiunge di cessare le infrazioni, redige un processo verbale (comunicandolo alla magistratura) o, in casi di emergenza, chiede l’intervento dell’autorità giudiziaria.
La Francia non trascura la prevenzione. In particolare, il Ministero del Lavoro francese ha anche realizzato un sito dedicato alla prevenzione dei rischi e alla sicurezza nei luoghi di lavoro: una fabbrica virtuale in cui scoprire i rischi per la sicurezza sul lavoro e in cui apprendere i comportamenti virtuosi.